# Monocelis alboguttata
Monocelis alboguttata är en plattmaskart som beskrevs av Curini-Galletti 1991. Monocelis alboguttata ingår i släktet Monocelis och familjen Monocelididae. Inga underarter finns listade i Catalogue of Life.